# 交響曲第2番 (ステーンハンマル)
交響曲第2番ト短調 作品34は、ヴィルヘルム・ステーンハンマルが作曲した交響曲。

## 概要
セレナードなどと並んで、ステーンハンマルの代表的な管弦楽作品と見なされている。
主調は「ト短調」となっているが、正しくは「Gを開始音とするドリア調」である。
また、ステーンハンマルが1909年頃から着手した500ページに及ぶ対位法研究の成果も顕著に表れている。
ステーンハンマルの作曲した2番目の交響曲であるが、以前に作曲した交響曲第1番は作曲家自身によって撤回された為、作曲家自身は決して「第2番」と呼ぶことは無く、単に「交響曲、作品34」と呼んでいた（出版された総譜にも「第2番」の記載が無い版が存在する）。
ステーンハンマル自身はこの交響曲について、「華美とは無縁の、謹厳実直な音楽」とコメントしている。

## 作曲の経緯
1910年にニールセンの交響曲第1番（この曲もト短調である）を指揮した事がきっかけとなり、新しい交響曲の構想を始める。
1911年にイタリアに旅行した際、ローマのボルゲーゼ荘において第1楽章の最初のスケッチに着手し、1915年に完成した。

## 初演
1915年4月22日、エーテボリ・コンサートホールにおいて開催された、エーテボリ交響楽協会（Gothenburg Orchestral Society）創立10周年を祝う音楽祭の中で、作曲者の指揮、エーテボリ交響楽団により初演された。

## 献呈
「我が親愛なる友人達、エーテボリ交響楽団の団員達へ」のコメントと共にエーテボリ交響楽団に献呈されている。

## 楽器編成
| 木管 | 木管 | 金管 | 金管 | 打    | 打  | 弦   | 弦 |
| ---- | ---- | ---- | ---- | ----- | --- | ---- | -- |
| Fl.  | 2    | Hr.  | 4    | Timp. | ●   | Vn.1 | ●  |
| Ob.  | 2    | Trp. | 2    | 他    |     | Vn.2 | ●  |
| Cl.  | 2    | Trb. | 3    | 他    | Va. | ●    |    |
| Fg.  | 2    | 他   |      | 他    | Vc. | ●    |    |
| 他   |      | 他   | Cb.  | 他    | ●   |      |    |

ほぼ標準的な2管編成である。

## 演奏時間
約42分から47分。

## 楽曲構成

### 第1楽章  Allegro energico

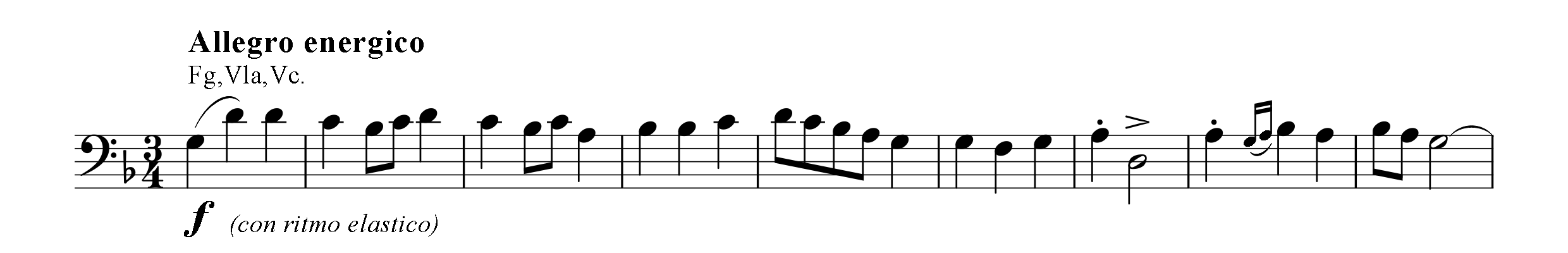
第1楽章冒頭部の第1主題

ソナタ形式。弦楽器のユニゾンによって古い舞曲のような第1主題が提示され、すぐにフルートが応えると厚みを増しながら展開されてゆき、最初のクライマックスを形成すると静かになり、ややテンポを落として弦楽器の旋律の上に木管楽器やホルンによって雄大で悲しげな第2主題が現れる。
弦楽器にもう一度この主題が現れ、オーボエ・ソロとなり、やがて木管に第1主題が戻って来て展開部に入り、主に第2主題を扱ってゆく。
そのまま再現部に突入し後半に入ると弦楽器などで第2主題がゆったりと奏され、木管の主導でコーダに入り、最後の盛り上がりの頂点でト長調主和音上に終止する。

### 第2楽章 Andante
この交響曲では唯一ドイツ的な雰囲気を感じる音楽となっている。
弦楽器のコラール風の音楽に始まる。この旋律は哀歌風の響きを持ったり、賛歌風に長調で現れたりしながら様々な楽器に受け渡され、木管の下降音形で閉じられる。

### 第3楽章 Scherzo: Allegro, ma non troppo presto
弦楽器の下降する旋律で始まる、北欧の香りの強いスケルツォ。トリオはややテンポを落とし、ステーンハンマルお得意の木管によるエレジー。スケルツォ主部が回帰し、木管のひっそりとした音形で終わる。

### 第4楽章 Finale: Sostenuto - Allegro vivace alla breve
2つの主題（譜例1・譜例2）を元にした複雑なフーガがこの楽章の大部分を占めており、
この2つの主題はあらゆる場面で登場する。
この交響曲では最も長い楽章だが、大まかに7つの部分に分ける事ができる。
SostenutoIntroduktion
この最初の序奏では、弦楽器の下降音形の上にホルンが第2主題から派生した旋律（譜例2A)を奏し、それに対してオーボエやフルートが同じ旋律で応答する。
この旋律がトランペットに引き継がれて最大の盛り上がりを見せた後にディミヌエンドをして音楽は一旦静まる。
Allegro vivace
ここから最初のフーガに入る。
低弦に第1主題（譜例1）が登場し、それに他の弦楽器が加わった後、フルートやオーボエ、クラリネットも応唱を開始する。
この主題が様々に展開しホルンやトランペットも加わり盛り上がりを見せた後、一旦音楽は静まる。
Tranquillamente
クラリネットによって第2主題（譜例2）が提示され、第2のフーガが始まる。このフーガは最初のフーガとは違い、殆ど木管楽器のみがフーガを演奏し、最初のフーガよりもかなり短い。
終始静かな雰囲気を保ち、盛り上がりは見せない。
Allegro ma non troppo, poco a poco animando.
弦楽器のピッツィカートが第2主題の変奏B（譜例2B）を用いて再びフーガを展開し始める。
途中からクラリネットによって第1主題の変奏A（譜例1A）も加わる。
一旦第1主題の変奏Aが主導的になるが、その後チェロとコントラバスに導かれてあらわれる第2主題の変奏Cによる旋律が主導権を握る。
しかしその裏では第1主題の変奏A（譜例1A）が中心となった非常に複雑な伴奏がうごめいている。
そしてそのまま勢いを失わずに次のPassionateに突入する。
Passionate
ここでヴァイオリンが第1主題の変奏C（譜例1C）による旋律を奏し始める。
この旋律は次々に別の楽器に受け渡されていく。
Vivace
クラリネットとファゴットを始めとする楽器が第2主題の変奏D（譜例2D）を奏する中で、
今度はチェロとコントラバスにトロンボーンとファゴットを加えた低音グループを始めとして第2主題の変奏C（譜例2C）による旋律が再び奏されて受け渡されていく。
この2つが交互にあらわれ、盛り上がりを迎えた後、ティンパニによって奏される第2主題の変奏Dを元にしたリズム（譜例2E）と共に曲は再び静まりかえる。
Coda. Poco sostenuto. Solenne
コーダではホルンとティンパニの刻むリズムに迎えられた後、ヴァイオリンが再び第1主題の変奏C（譜例1C）を奏する。
その旋律を、チェロやファゴットをはじめとする低音楽器が非常に拡大された第2主題の変奏Cで支え続ける。
そしてトランペットとトロンボーンが木管楽器とティンパニの刻むリズムにささえられ第1主題の変奏C（譜例1C）を奏した後、
最後にはト長調の主和音を強奏して終結する。

## 録音
主な録音（録音年・レーベル名）
- シクステン・エッケルベリ指揮エーテボリ交響楽団（1947年・Radiotjänst）
- トール・マン指揮ストックホルムフィルハーモニー管弦楽団（1959年・RCA及びSwedish Society）
- スティグ・ヴェステルベリ指揮ストックホルムフィルハーモニー管弦楽団（1978年・CAPRICE）
- ネーメ・ヤルヴィ指揮エーテボリ交響楽団（1983年・BIS）
- ネーメ・ヤルヴィ指揮エーテボリ交響楽団（1993年・DGG）
- ペッテル・スンドクヴィスト指揮ロイヤル・スコティッシュ・ナショナル管弦楽団（1996年・NAXOS）
- パーヴォ・ヤルヴィ指揮ロイヤル・ストックホルム・フィルハーモニー管弦楽団（1996年・Virgin）
- ニール・トムソン指揮マルメ音楽大学交響楽団（2009年・Daphne）
- クリスティアン・リンドベルイ指揮アントウェルペン交響楽団（2018年・BIS）
- ヘルベルト・ブロムシュテット指揮ヨーテボリ交響楽団（2018年・BIS）

## 備考
- 後の1923年に作曲され、ステーンハンマルに献呈されたシベリウスの交響曲第6番も、この曲と同様にドリア旋法が用いられている。
- 第4楽章にベートーヴェンの大フーガの影響を指摘する意見もある。